# Hordeum halophilum
Hordeum halophilum är en gräsart som beskrevs av August Heinrich Rudolf Grisebach. Hordeum halophilum ingår i släktet kornsläktet, och familjen gräs. Inga underarter finns listade i Catalogue of Life.